# Mikiyo Tsuda
Mikiyo Tsuda (つだみきよ Tsuda Mikiyo?,  Japón, 10 de enero) es una mangaka japonesa, quien ha estado activa desde 1998. Algunos de sus mangas más conocidos son The Day of Revolution, Family Complex y Princess Princess. Su nombre es un seudónimo que utiliza para publicar sus mangas, siendo el otro Taishi Zaō (蔵王大志 Zaō Taishi?).

## Biografía
Bajo el nombre de Taishi Zaō escribe mangas de género yaoi y yuri, mientras que bajo el de Mikiyo Tsuda escribe mangas de comedia y shōjo. Sus razones para hacer esto se debían principalmente a que no quería que su familia supiera que dibujaba mangas centrados en relaciones homosexuales, pero estos se enteraron de todos modos. Muchos artistas de manga a menudo adoptan personajes artísticos con el fin de representarse en secciones de su manga no atribuido a la historia. El personaje de Tsuda es el de un oso de felpa con una corbata roja y una campana.
Una de sus buenas amigas y también compañera es Eiki Eiki, con quien a menudo trabaja y colabora en mangas. Ambas mangakas incluso presentan su nuevo arte y tienen sesiones de autógrafos juntas.

## Obras

### Como Mikiyo Tsuda
- The Day of Revolution (1999)
- Family Complex (2000)
- Princess Princess (2002)
- Princess Princess + (2006)
- Atsumare! Gakuen Tengoku (2008)

### Como Taishi Zaō
- Electric Hands (1998)
- Koi wa Ina Mono Myōna Mono (2002)
- Bokutachi wa Asu ni Mukatte Ikiru no da (2005)
- Aruji no Ōse no Mama ni (2005)
- Brothers Battle
- Her - included in Haru Natsu Aki Fuyu

#### Con Eiki Eiki
- Color (1999)
- Haru Natsu Aki Fuyu (2007)
- Love DNA Double X (2009)
- Love Stage!! (2010)
- Back Stage!! (2010)